# Колабораціонізм
Колабораціоні́зм (від фр. collaboration — «співпраця») — термін сучасного політичного лексикону з такими значеннями:
- у широкому сенсі — співпраця населення або громадян держави з ворогом в інтересах ворога-загарбника на шкоду самій державі чи її союзників і участь у переслідуванні патріотів країни, громадянином якої є колаборант. У роки Другої світової війни колабораціонізм був явищем розповсюдженим — і мав місце практично в кожній окупованій країні;
- у вузькому змісті — співробітництво французів із німецькою владою у період окупації Франції у ході Другої світової війни; проте загальновідома не лише добровільна співпраця французів, — але і данців, норвежців, татар, білорусів, українців, росіян та інших народів — з німцями за умов окупації останніми їхніх країн;
- іноді розрізняють колабораціонізм і кооперування (вимушений колабораціонізм).

Колабораціонізм — це традиційно царина таких істориків, як-от: В. Броккдорфф, І. С. Кісельгоф, А. Даллін, М. І. Семіряга; проте останнім часом інтерес до теми виявляють і політичні психологи. Дослідження колабораціонізму донедавна не практикувалося в Україні, адже тема колабораціонізму довгий час відносилася до заборонених сюжетів радянської історіографії.

## Загальний погляд
Дарма що вперше використано термін «колабораціонізм» генералом Анрі Петеном, який очолював так званий режим Віші та закликав французів до співпраці з нацистською Німеччиною (фр. "J'entre aujourd'hui dans la voie de la collaboration...", 30.10.1940), термін швидко увійшов і до інших мов — та активно використовувався радянською пропагандою з виразно негативним забарвленням для опису співробітництва народів СРСР (або окремих його частин) з гітлерівською Німеччиною.
Вужчим терміном «український колабораціонізм» користувалася в період Другої світової війни радянська влада на західноукраїнських землях, коли йшлося про спів-дію українців із нацистами та німецькою окупаційною владою. Важливо зауважити, що співпраця різного рівня з нацистською Німеччиною мала місце майже в усіх окупованих нацистами країнах Європи: від Франції, до Югославії і до СРСР тощо. Проте в усіх країнах, яким закидається «колабораціонізм» безперечно існували потужні рухи опору, які одночасно зіграли провідну роль у перемозі над нацизмом. При характеристиці даного явища в українському середовищі враховується кілька факторів, що видозмінює його від західноєвропейського — та в основному змінює його трактування по суті на відміну від прийнятого радянською історіографією. Головною особливістю українського колабораціонізму є те, що радянський режим був по суті таким самим окупаційним для України як і нацистський, перш за все на західних українських землях, що до 1939 року не входили до складу СРСР. Тому частина українців у співпраці з німцями бачила спосіб відновлення української державності, або принаймні національної автономії, з ринковою, а не комуністичною моделлю господарювання.
На відміну від загального трактування поняття колабораціонізму комуністичні режими Східної Європи були схильні розглядати також як військових чи кримінальних злочинців тих людей, які:
- пасивно виконували свої громадянські обов'язки без скоєння злочинів (але громадянський лад повинен забезпечити агресор згідно з міжнародною Гаазькою конвенцією 1907 року);
- були до цього примушеними (але це порушення своїх обов'язків агресором, а не окупованим населенням);
- були військовополоненими (також не є злочином; офіційний статус та захист надано Женевською конвенцією 1929 року);
- вели національно-визвольну боротьбу проти колоніального режиму чи боролись як партизани проти окупантів, це не є злочином — за Женевською конвенцією 1949 року вони були визнані комбатантами, та на них поширені права військовополонених;
- були громадянами інших держав;
- перейшли на бік ворога в штучно створених цією державою умовах, які становлять загрозу для життя людини чи навіть існування національної, етнічної чи релігійної групи (наприклад, депортація, репресії, голодомори, геноцид та ін.)

Відповідно до загального національного права діяльність колабораціоністів визнавалась як зрада громадян інтересам своєї держави. Залежно від ступеня шкоди, що була завдана державі їхньою діяльністю, передбачалася кримінальна відповідальність — довгострокове ув'язнення чи смертна кара. Засуджені поруч з лідерами нацистської Німеччини до смертної кари були й лідери колабораціонізму: Петен і Лаваль у Франції; Квіслінг — у Норвегії, Муссерт — у Голландії, Тісо — в Словаччині. Самогубством, вже під слідством, покінчив життя сербський колабораціоніст Мілан Недич. Масові процеси в багатьох країнах Західної Європи засудили більш ніж сто тисяч людей за цим морально тяжким обвинуваченням, адже з точки зору міжнародного права колабораціонізм є військовим злочином (див. Переслідування нацистських колаборантів).

## Історичні та соціально-політичні аспекти трактування колабораціонізму

### Суспільна дискусія щодо ставлення до колабораціоністів
В останні роки у країнах Балтії питання колабораціонізму також стало темою суспільної дискусії. Комісії, створені для розглядання його спадщини, доходять висновку, що не може бути загального обвинувачення усіх колаборантів, особливо на фоні попередньої агресії СРСР у 1939 р. При цьому вони визнають, що персони, причетні до скоєння військових злочинів чи злочинів проти людськості під час співпраці з німцями мають бути чесно покарані, а «не ховатись за маскою жертви» (Being a victim does not preclude acts of perpetration. A people which respects the rule of law should recognize crimes when they have been committed, and condemn them and those who committed them. It is unjust that an entire nation should be criminalized because of the actions of some of its citizens; but it is equally unjust that its criminals should be able to shelter behind a cloak of victimhood).

## Типи колабораціонізму
- Політичний, адміністративний колабораціонізм — співробітництво в окупаційних органах влади.
- Воєнний колабораціонізм — сприяння противнику зі зброєю у руках: служба у військових формуваннях, поліцейських структурах, в органах розвідки та контррозвідки.
- Економічний колабораціонізм — співробітництво у будь-яких галузях економіки.
- Культурний (духовний) колабораціонізм — співробітництво з окупантами в духовній сфері, що під час Другої світової війни сприяло поширенню серед населення вірнопідданських почуттів, пропаганди винятковості «арійської раси», підвищенню психологічного настрою окупантів.
- Побутовий колабораціонізм пов'язаний із встановленням дружніх відносин між окупантами та населенням.

## Колабораціоністські уряди країн Європи
У низці країн Європи, в різні часи, були сформовані колабораціоністські уряди:
- у Нідерландах — уряд голови фашистської партії та «лейдера» (вождя) нідерландського народу Антона Адріана Муссерта;
- у Норвегії — уряд міністра-президента Відкуна Квіслінга;
- у Сербії — уряд генерала, прем'єр-міністра Милана Недича;
- у Словаччині — уряд Йозефа Тисо;
- у Франції — режим Віші на чолі з Анрі Петеном;
- у Хорватії — режим лідера усташів, «поглавника» Анте Павелича та інші.

## Колабораціонізм в Україні

### Німецько-радянська війна
Від 250 до 300 тис. українців брали участь у різноманітних фронтових і допоміжних підрозділах німецьких збройних сил (наприклад, Українське Визвольне Військо). Квазіурядовою структурою був Український національний комітет, створений наприкінці війни. У березні-квітні 1945 року частини українських військових формувань були об'єднані в Українську національну армію (УНА) під командуванням генерала П.Шандрука (див. також 14-та гренадерська дивізія Ваффен СС «Галичина»).
У колишніх республіках СРСР точаться дискусії про поняття «колабораціонізму» (у країнах Балтії період перебування в складі СРСР також визнано окупацією). Сергій Грабовський відзначає, що багато жителів Західної України, приєднаної до СРСР 1939—1940, не визнавали себе громадянами СРСР (галичан і волинян не визнавали до 1945 радянськими громадянами і західні союзники), а більшість лідерів та значна частина активістів українських націоналістів узагалі ніколи не одержували документів громадян СРСР, тому не доцільно говорити про зраду інтересів держави, громадянами якої вони себе не вважали.
Зіновій Партико вважає, що як колабораціоністів потрібно оцінювати всіх, хто не воював за незалежність України, а воював у будь-яких інших арміях, тому ними слід вважати як вояків батальйонів «Нахтіґаль», «Роланд», дивізії «Галичина», що діяли у складі нацистської армії, так і радянської армії, які воювали за перемогу СРСР, а не за здобуття незалежності України.

### Під час російсько-української війни (з 2014)
Під час підготовки Закону України «Про забезпечення прав і свобод громадян та правовий режим на тимчасово окупованій території України» у статтю 111 Кримінального кодексу України спочатку передбачалось ввести кримінальну відповідальність за колабораційну діяльність, але в остаточній редакції при прийнятті Закону 15 квітня відповідальність за колаборціонізм прописана не була.
У цьому випадку стаття 111 Кримінального Кодексу України мала б набути такого вигляду:

### Сучасний стан
Визначення юридичного поняття колабораціонізму та відповідальність за цю діяльність визначені Законом України «Про внесення змін до деяких законодавчих актів України щодо встановлення кримінальної відповідальності за колабораційну діяльність».
3 березня 2022 року Верховна Рада України передбачила кримінальну відповідальність за колабораційну діяльність (ст. 111-1 КК України).

12 серпня 2022 року, віцепрем'єр-міністр — міністерка з питань реінтеграції тимчасово окупованих територій України Ірина Верещук нагадала: 
|  | Це провокація ворога, яка несе у собі загрозу національному суверенітету і цілісності держави... Отримання російського паспорта — перший крок до колаборантства та пособництва ворогові. |

Станом на 15 червня 2024 року, за даними Служби безпеки України, в Україні зареєстровано 9179 кримінальних проваджень за статтею 111-1 КК України (колабораційна діяльність). В ЄДРСР занесені 1442 вироки по справах про колабораціонізм.